# Pauline Konga
Pauline Konga, född den 10 april 1970, är en kenyansk före detta friidrottare som tävlade i medeldistanslöpning.
Kongas främsta merit är att hon blev silvermedaljör vid Olympiska sommarspelen 1996 på 5 000 meter efter Wang Junxia. Kongas blev därmed den första kvinnliga kenyanska friidrottare att vinna en medalj vid ett olympiskt mästerskap. 
Hon är gift med Paul Bitok som blev silvermedaljör på 5 000 meter vid samma mästerskap.

## Personliga rekord
- 5 000 meter - 14.47,51